# 塩谷義通
塩谷 義通（しおのや よしみち）は、下野国塩谷郡の戦国武将。

## 前半生
義通は、塩谷氏の当主塩谷義孝の長子として生まれるも、母親が側室であったため、庶子として扱われている。しかし母親は、塩谷氏の有力重臣である岡本氏の出であったため、時の実力者である岡本正親の支援を受けて育つ。元服すると、塩谷氏の居城のひとつである御前原城代となり、父の義孝も伊勢松丸を後継者としていたと考えられている。
しかし、永禄7年（1564年）10月7日、父義孝が、実弟の塩谷孝信によって殺害され、居城の川崎城を奪われると状況は一変する。義通は、岡本正親の支援を得て川崎城の奪還を目指すが、義通の弟だが、義孝の正室の子であったため嫡子扱いを受けていた義綱（弥六郎）は、母の実家である宇都宮氏やその盟友である佐竹氏の支援を受けて川崎城を奪還し、塩谷氏の家督は義綱が継いでしまう。

## 野州塩谷氏の家督を継ぐ
その後、義通は、歴史の表舞台から姿を消すが、岡本正親の保護を受け、その娘を妻に迎え、久太郎（義保）、惣十郎（保真）、新助（保忠）の3人の男子に相次いで恵まれる。そして、塩谷氏における復権の機会に恵まれず、同時に嫡子を2人も失って後継者を無くしていた正親の勧めもあり、義通は、3人の子を正親の養子として預ける。
すると正親は、天正18年（1590年）に小田原征伐をきっかけにして、豊臣秀吉から泉十五郷を与えられ塩谷氏から独立。この泉十五郷には、義通が城代を務めていた御前原城がある中村郷と、塩谷氏が氏神として信仰していた木幡神社のある木幡郷があり、合わせて約1000石の領地を以て義通も独立して御前原城に入る。さらに文禄4年（1595年）2月8日には、義綱の塩谷氏が秀吉により突如改易され、義通が、実質的に野州塩谷氏の家督を継承する形になった。

## 晩年
思わぬ形で復権となった義通は、長男義保が正親の後継者として岡本氏を継いだため、慶長2年（1597年）頃、元服間もない次男の保真を塩谷惣十郎と名乗らせ、野州塩谷氏の家督を継がせる。そして、翌年の11月1日に52歳で没する。光叟道本禅定門 。

## 秋田塩谷系譜における義通
塩谷氏の嫡流に継承された塩谷氏の系譜（秋田塩谷系譜）には義通の名は見えない。しかし、岡本記によれば、秋田塩谷系譜において義綱の前当主に塩谷通綱という者が家督を継いだ事になっているが、この通綱の子が義通であるとする系譜が存在する。しかし、生没年を比較すると、塩谷通綱と義通の親子関係が成立しないため、一説には、この通綱が義通であるとも言われている。